# Домани, Дмитрий Вячеславович
Дмитрий Вячеславович Домани (род. 27 сентября 1974, Москва) — российский профессиональный баскетболист и тренер, игравший на позиции лёгкого форварда. Сын советского волейболиста Вячеслава Домани.

## Игровая карьера
Дмитрий Домани родился в Москве в семье советского волейболиста Вячеслава Домани (1947—1996). Ещё в детстве Дмитрий начал заниматься баскетболом, поступив в Детско-юношескую спортивную школу олимпийского резерва «Советская». С ранних лет Домани проявлял выдающиеся способности.
Высшее образование Домани решил получать в США. Окончил Университет Филадельфии, получив степень бакалавра бизнеса и маркетинга. Находясь за границей, Дмитрий не бросил занятия спортом. Так, в 1997 году Домани был признан лучшим игроком обороны баскетбольной студенческой лиги США в составе команды «Сент-Джозеф».
Уже в 19 лет Домани стал выступать в составе сборной России. В 1994 году стал серебряным призёром чемпионата мира в Канаде. В 1998 году Домани повторил результат.
Вернувшись в Россию, Домани стал игроком ЦСКА. В составе армейского клуба стал 3-кратным чемпионом России, а также был капитаном команды
После пяти лет в ЦСКА, Дмитрий перешёл в московское «Динамо», с которым стал обладателем Кубка УЛЕБ.
В июне 2007 года руководитель Федерального агентства по физической культуре и спорту Вячеслав Фетисов вручил Домани медаль ордена «За заслуги перед Отечеством» II степени.

## Управленческая карьера
С 2013 года Домани совмещал должности исполнительного директора РФБ и генерального менеджера сборной России. При нём РФБ заставляла травмированных баскетболистов проходить медосмотры, чтобы убедиться, что они действительно травмированы (а не симулируют повреждения, лишь бы не играть за сборную) и грозилась штрафовать отказавшихся.

В августе 2015 года игроки сборной России — Антон Понкрашов, Евгений Воронов и Егор Вяльцев — были отчислены из команды с формулировкой «по состоянию здоровья». Журналистам стало известно, что никаких травм у баскетболистов нет, но Домани все отрицал: 
Какие-то блогеры раздувают скандал на ровном месте. У ребят действительно травмы, которые не позволяют им играть в полную силу. Мы заботимся о игроках сборной. Официальная позиция была озвучена на сайте. Кто будет капитаном вместо Понкрашова — решит команда и тренерский штаб позже»
Через несколько дней игроков вернули в команду, а двое из них — Понкрашов и Вяльцев — вошли в итоговую заявку на Евробаскет-2015.
После того, как Мосгорсуд объявил Аникееву нелегитимным президентом РФБ, Домани решил баллотироваться на пост нового руководителя Федерации, но, спустя несколько дней принял решение не выдвигать свою кандидатуру из-за занятости в качестве генерального менеджера сборной России.
В сентябре 2015 года Домани покинул пост генерального менеджера сборной России.

## Уголовное дело
29 декабря 2015 года было возбуждено уголовное дело по факту хищения денежных средств Общероссийской общественной организации «Российская федерация баскетбола» путём заключения фиктивных гражданско-правовых договоров. В ходе предварительного следствия в отношении Домани было вынесено постановление о привлечении его в качестве обвиняемого в совершении преступлений, предусмотренных частью 4 статьи 159 Уголовного кодекса РФ (мошенничество, совершенное организованной группой либо в особо крупном размере).
Предъявить обвинение и допросить Домани не представилось возможным из-за того, что его местонахождение не было установлено. В связи с этим он был объявлен в розыск, и ему заочно предъявлено обвинение в совершении преступления.

В ответ на обвинение, в газете «Коммерсантъ» на правах рекламы, Домани опубликовал открытое письмо, в котором обратился к генеральному прокурору России Юрию Чайке, обвинив руководство РФБ во главе с её президентом Андреем Кириленко в нарушении общечеловеческой этики и использовании следственных органов как рычага давления:
Мой допрос у следователя длился более 12 часов, вопреки всем нормам, предусмотренным уголовно-процессуальным законодательством. На меня оказывалось давление с целью склонить к оговору экс-президента РФБ Юлии Аникеевой в обмен на прекращение моего уголовного преследования. Оснований для дачи показаний против неё не было и быть не может.
Я сомневаюсь в объективности расследования, опасаюсь за свою судьбу и судьбу своей семьи и вынужден находиться за пределами России. У меня нет цели скрываться от следствия и не возвращаться в РФ. Я гражданин и патриот России, неоднократно защищавший её флаг.
31 марта 2018 года, по запросу российского Интерпола, Домани был задержан в городе Херцег-Нови. Высший суд Подгорицы принял решение назначить ему экстрадиционный арест.

В июне 2018 года Домани запросил убежище в Черногории. Адвокат Дмитрия — Зоран Пиперович, заявил:
Я инициировал процедуру получения убежища в Черногории, так как из обвинительного акта московского суда видно, что речь идет о классической фальсификации и политических гонениях. Он Комиссии по предоставлению убежища заявил, что не участвует в политике, что его интересует только спорт и он не принадлежит ни одной политической силе, но группа политически озабоченных людей сделала всё, чтобы усложнить ему жизнь.
Он сообщил, что его сын уже находится в Черногории, играет за баскетбольный клуб «Приморье» из Херцег-Нови, живет здесь, и он приехал к нему 2 года назад с намерением перевезти также дочь и жену.
В октябре 2018 года официальный представитель МВД Ирина Волк сообщила, что Домани экстрадирован из Черногории в Москву в сопровождении сотрудников НЦБ Интерпола МВД и ФСИН.
18 февраля 2019 года пресс-служба прокуратуры города Москвы сообщила, что уголовное дело в отношении Домани о хищении 44 миллионов рублей направлено в Чертановский районный суд.

6 марта началось слушание уголовного дела по существу. В ходе судебного заседания был допрошен от лица потерпевшей стороны генеральный директор РФБ Евгений Иванов. Он рассказал об обстоятельствах проверки финансовых документов после ухода Домани из РФБ в 2015 году:
Федерация была в бедственном финансовом положении. Мы обнаружили нецелевое расходование денежных средств в организации, после чего привлекли аудиторскую компанию, чтобы разобраться с огромной задолженностью, а также обратились в правоохранительные органы.
Сам Домани свою вину в хищении 44 млн рублей не признал, отказавшись выразить своё отношение по сути обвинений.
16 октября 2019 года Чертановский суд Москвы приговорил Домани к 6 годам колонии общего режима. До этого в ходе прений сторон прокурор попросил приговорить Домани к 3,5 годам колонии общего режима.
28 мая 2020 года Мосгорсуд смягчил приговор, заменив шесть лет колонии на четыре. Приговор оспаривала не только защита, но и прокурор: обе стороны настаивали на отмене решения и пересмотре дела.
4 декабря 2020 года Петушинский районный суд Владимирской области удовлетворил ходатайство об условно-досрочном освобождении Домани от отбывания наказания.
В апреле 2022 года экс-руководитель департамента по развитию РФБ Алексей Саврасенко подверг критике решение суда, заявив, что Домани «подставили» и он «оказался втянут в нехорошую ситуацию». По его словам, спонсорские средства действительно поступали в Российскую федерацию баскетбола, но были сняты со счетов и исчезли в неизвестном направлении. «Единственное — очень жаль Домани, которого подставили. Человек работал на совесть, переживал за дело и оказался втянут в нехорошую ситуацию», — отметил он.

## Достижения
- Серебряный призёр чемпионата мира (2): 1994, 1998
- Обладатель Кубка УЛЕБ: 2005/2006
- Чемпион Североевропейской баскетбольной лиги: 1999/2000
- Чемпион России (3): 1997/1998, 1998/1999, 1999/2000
- Серебряный призёр чемпионата России: 2004/2005
- Бронзовый призёр чемпионата России: 2007/2008